# Salomon Mazurette
Salomon Mazurette, né à Montréal le 26 juin 1847 et décédé à Détroit le 19 septembre 1910, est un pianiste et compositeur canadien, en plus d’être organiste, professeur et chanteur.
Salomon Mazurette naît à Montréal, au Québec. Très jeune, il montre des talents pour la musique et chante comme soliste à la Basilique Notre-Dame.
Il étudie le piano pendant huit ans à Montréal avec Paul Letondal puis à Paris avec le pianiste Jacques Herz et l'organiste Édouard Batiste.
Lors de son voyage de retour à Montréal en 1870, il compose des variations sur la chanson populaire Home, Sweet Home (opus 17) qui le rendent célèbre.  
Après une tournée de concerts aux États-Unis, il s’établit à Détroit en 1873 et ne revient que rarement au Québec. En mai 1890, cependant, il participe à deux concerts à la patinoire Victoria de Montréal, aux côtés de la célèbre cantatrice Emma Albani.
En 1876, à Philadelphie, après avoir joué à l'occasion du centenaire de l'indépendance des États-Unis, il reçoit une médaille d'or.
Malgré ses succès, il meurt dans le dénuement et est inhumé dans la fosse commune.
En 1964, la ville de Montréal a nommé une rue en son honneur.